# Cratere Chefu
Chefu  è un cratere sulla superficie di Marte.